# Fekete Zsolt
Fekete Zsolt (névváltozataː Fekete Lovas Zsolt; Sepsiszentgyörgy, 1983. október 6. –) erdély magyar színész.

## Életpályája
2003-ban végzett a helyi Plugor Sándor Művészeti Líceumban. 2005-2010 között a Marosvásárhelyi Művészeti Egyetem színész szakán tanult. 2012-ig a budapesti KoMa Alternatív Színtársulat tagjaként tevékenykedett, ezt követően egy éven át a Kézdivásárhelyi Városi Színház társulatát erősítette, majd a sepsiszentgyörgyi  Andrei Mureșanu Színházban töltött egy év után került a Tamási Áron Színházhoz.

## Filmes és televíziós szerepei
- Aranyélet (2016-2018) ...Mátyás Pisti
- Valan – Az angyalok völgye (2018) ...Vlad
- A nagy fehér főnök (2022–2023) ...Zoli